# Olbia Challenger 1997
L'Olbia Challenger 1997 è stato un torneo di tennis facente parte della categoria ATP Challenger Series nell'ambito dell'ATP Challenger Series 1997. Il torneo si è giocato a Olbia in Italia dall'11 al 17 agosto 1997 su campi in cemento.

## Vincitori

### Singolare
Diego Nargiso ha battuto in finale  Daniele Musa con il punteggio di 5–7, 6–2, 6–3

### Doppio
Geoff Grant /  Maurice Ruah hanno battuto in finale  Mosè Navarra /  Stefano Pescosolido con il punteggio di 3–6, 6–2, 7–5